# Kohezijska politika EU v Sloveniji

## Evropska kohezijska politika
Kohezijska politika je glavna naložbena politika EU. Namenjena je vsem regijam in mestom v Evropski uniji za podporo ustvarjanja delovnih mest, poslovne konkurenčnosti, gospodarske rasti, trajnostnega razvoja in izboljšanja kakovosti življenja državljanov. Kohezijska politika podpira evropsko solidarnost, saj je večji del sredstev namenjen manj razvitim evropskim državam in regijam, da bi čim prej dohitele ostale ter da bi se zmanjšala gospodarska, socialna in teritorialna neskladja, ki še vedno obstajajo v EU.
Kohezijska politika dopolnjuje politike EU na področju izobraževanja, zaposlovanja, energije, okolja, enotnega trga ter raziskav in inovacij ter zagotavlja potreben naložbeni okvir in strategijo za uresničitev dogovorjenih ciljev rasti v okviru Strategije Evropa 2020. Da bi dosegli te cilje in obravnavali različne razvojne potrebe v vseh regijah EU, je bilo za kohezijsko politiko za obdobje 2014-2020 rezerviranih 351,8 milijarde EUR, kar je skoraj tretjina celotnega proračuna EU.

## Evropski strukturni skladi in kohezijski sklad za razvoj Slovenije
Slovenija v obdobju 2014–2020 razpolaga z okvirno 3,255 milijarde evrov sredstev iz evropskih strukturnih skladov in Kohezijskega sklada, od česar je 159,8 milijona evrov namenjenih Instrumentom za povezovanje Evrope (za področje prometa) in 64 milijonov evrov za programe Evropskega teritorialnega sodelovanja. Ostala – večina – sredstev v največji meri upošteva uresničevanje Strategije EU 2020 in je prednostno usmerjena v štiri ključna področja za gospodarsko rast ter ustvarjanje delovnih mest:  
- raziskave in inovacije
- informacijske in komunikacijske tehnologije
- povečanje konkurenčnosti malih in srednje velikih podjetij
- podpora za prehod na gospodarstvo z nizkimi emisijami ogljika

### 11 tematskih ciljev
Evropska komisija je opredelila 11 tematskih ciljev, znotraj katerih lahko države članice financirajo ukrepe evropske kohezijske politike in z njimi prispevajo k skupnemu doseganju ciljev Strategije EU 2020:
1. Krepitev raziskav, tehnološkega razvoja in inovacij
2. Izboljšanje dostopa do informacijsko-komunikacijskih tehnologij ter povečanje njihove uporabe in kakovosti
3. Povečanje konkurenčnosti malih in srednjih podjetij ter kmetijskega sektorja (za EKSRP) ter sektorja ribištva in akvakulture (za ESPR)
4. Podpora prehodu na nizkoogljično gospodarstvo v vseh sektorjih
5. Spodbujanje prilagajanja podnebnim spremembam ter preprečevanja in obvladovanja tveganj
6. Varstvo okolja in spodbujanje učinkovite rabe virov
7. Spodbujanje trajnostnega prometa in odprava ozkih grl v ključnih omrežnih infrastrukturah
8. Spodbujanje zaposlovanja in mobilnosti delovne sile
9. Spodbujanje socialnega vključevanja in boja proti revščini
10. Vlaganje v spretnosti, izobraževanje ter vseživljenjsko učenje
11. Izboljšanje institucionalnih zmogljivosti in učinkovita javna uprava

### Vzhodna in zahodna kohezijska regija ter trije skladi
Regijski projekti uresničujejo razvojne cilje regije, sektorski projekti pa izhajajo iz ciljev, ki si jih je zadalo pristojno ministrstvo. Obe vrsti projektov morata sledita osnovnemu cilju regionalnemu razvoju regij. V aktualne dogovore za razvoj regij so bili projekti uvrščeni na podlagi usklajevanj med državo in razvojnimi regijami v procesu tako imenovanega teritorialnega razvojnega dialoga.
Najpomembnejši vir sredstev za spodbujanje regionalnega razvoja so bila sredstva evropske kohezijske politike (EKP). Upravičenci so sredstva pridobivali na podlagi postopka prijave projektne dokumentacije, ki so jo pripravili v sodelovanju s pristojnimi ministrstvi. Pogoj za odobritev sofinanciranja projekta je predhodna uvrstitev projekta v dogovor za razvoj regije.  Dogovor za razvoj regije je podpisan sporazum med državo in posamezno razvojno regijo. Za obdobje štirih let opredeljuje projekte, ki so ključni za razvojni preboj in specializacijo regije. Glede na regionalni razvojni program vsake regije se z njimi uskladijo razvojni cilji v regiji ter določijo instrumenti in ocenijo viri za njihovo uresničevanje. Po uvrstitvi v dogovor prijavitelji pripravijo projektno dokumentacijo, ki jo najprej vsebinsko, finančno in pravno pregleda pristojno ministrstvo, nato še Služba Vlade Republike Slovenije za razvoj in evropsko kohezijsko politiko, in če projekt ustreza vsem pogojem projekt potrdi z izdajo odločitve o podpori. Dogovor za razvoj regije formalno podpišeta minister, pristojen za regionalni razvoj in predsednik razvojnega sveta razvojne regije.
SREDSTVA
Sredstva, ki so na voljo v okviru Evropskega sklada za regionalni razvoj in Evropskega socialnega sklada in se delijo po kohezijskih regijah, bodo porabljena za:
-vlaganja v raziskave in inovacije,
- razvoj človeških virov,
- vlaganja v izobraževalni sistem in sistem usposabljanja za hitrejši vstop na trg dela,poklicno usposabljanje ,
- spodbujanje podjetništva in zagon podjetij,
- internacionalizacijo,
-razvoj novih poslovnih modelov za mala in srednje velika podjetja,
-  ustvarjanje delovnih mest in skrbeti za trajnostno in kakovostno zaposlovanje,
-socialna vključenost.
Naložbe se bodo osredotočale na področja z jasno opredeljenim tržnim potencialom in področja, ki povečujejo dodano vrednost in dostop do virov financiranja. Slovenija bo vzpostavila pogoje za dolgoročno stabilno okolje, ki bo – ob upoštevanju družbenih izzivov (demografska gibanja, pritiski na okolje, dostop do hrane …) – spodbujalo razvoj novih kakovostnih delovnih mest in ohranjalo obstoječa delovna mesta pod spremenjeno gospodarsko strukturo, podrobnejši pregled je možen na slikah 7 in 8.
Iz EES-ja smo prvotno planirali financiranje v višini 721.9 mio EUR, nato se je ta številka povzpela na 554,6 mio EUR(103%), do sedaj je bilo porabljenih 69% oz. 501,6 mio EUR. Iz ERSS smo prvotno planirali znesek v višini 914 mio EUR, nato se je ta številka dvignila na 1,154 mrd EUR, do sedaj pa je bilo porabljenih 607,8 mio EUR oz. 66% prvotno planiranih sredstev.
Kohezijski sklad v Sloveniji za obdobje 2014-2020, zanj je bilo prvotno namenjenih 1,656 mrd EUR, nato se je ta številka povzpela na 2,213 mrd EUR (134%), do sedaj pa smo porabili 80% prvotnih sredstev oz. 1,329 mrd EUR. Glavni cilji, ki so si jih zadali za obdobje 2014-2020 so bili  podpora prehoda na nizkoogljično gospodarstvo v vseh sektorjih, v kar so bili zajeti projekti za izboljšanje energetske učinkovitosti v javnem sektorju ali za energetiko obnove stavb, energetska učinkovitost v sektorju gospodinjstev, izgradnja pametnih omrežij in proizvodnja električne energije iz obnovljivih virov energije, trajnostna mobilnost.  Naslednji cilj je bil spodbujanje trajnostnega prometa in odprava ozkih grl v ključnih omrežnih infrastrukturah, v kar je zajet razvoj osrednjega prometnega omrežja s poudarkom na železniškem sistemu, multimodalnost in za izboljšanje regionalne mobilnosti s povezljivostjo v vseevropskim prometnim omrežje TEN-T, ves pregled financiranja je možen na sliki 9.
Pobuda za zaposlovanje mladih je imela isti namen kot na evropski ravni, razvidno na sliki 10, kar zajema financiranje zagotavljanja vajeništva, pripravništva, zaposlitev in nadaljnje izobraževanje, ki vodi do kvalifikacije. Torej je glavni cilj pobude lažji in kakovostnejši vstop mladih na trg dela s končnim ciljem čimprejšnje zaposlitve. V ta namen smo prvotno dobili 18,4 mio EUR, pozneje smo dobili še dodatnih 200 000 EUR, do sedaj pa je bilo porabljenih 16,5 mio EUR oz. 90% prvotnega plana. 

### Finančna perspektiva 2007–2013
V programskem obdobju 2007–2013 je bilo v Sloveniji sofinanciranih dobrih 5,8 milijarde evrov projektov in programov zelo raznovrstnih prejemnikov od državnih institucij, občin in podjetij, do različnih prejemnikov s področja šolstva, sociale, kulture, športa itd., kar pomeni skupaj z deležem, ki so ga prispevali prejemniki, preko 6 milijard evrov naložb na področjih krepitve razvojnih potencialov, okoljske in prometne infrastrukture ter razvoja človeških virov. Uresničenih je bilo več kot 5700 projektov, ki so Sloveniji prinesle mnoge uspešne zgodbe, številnim ljudem pa lepšo prihodnost. 